# Owińska
Owińska [ɔˈviɲska] (tiếng Đức: Treskau) là một ngôi làng thuộc khu hành chính của Gmina Czerwonak, thuộc quận Poznań, Voivodeship Greater Ba Lan, ở phía tây trung tâm Ba Lan. Nó nằm khoảng 4 kilômét (2 mi) về phía bắc củaCzerwonak và 12 km (7 mi) về phía bắc của thủ phủ khu vực Poznań. Ngôi làng có dân số 2.500 người.
Owińska nằm sát sông Warta, trên tuyến đường chính và đường sắt từ Poznań đến Wągrowiec. Trong làng có một tu viện dòng Xít trước đây (nay là trường dành cho người mù), một nhà thờ thời Phục hưng và một cung điện được xây dựng theo phong cách cổ điển muộn (1804-1806).

## Chiến tranh Thế giới II
Owińska là địa điểm của một bệnh viện tâm thần nơi có khoảng 1.000 bệnh nhân bị Đức Quốc xã sát hại trong Thế chiến II. Họ bị bắn vào sau gáy trong khu rừng gần đó. Các nạn nhân được chôn cất trong 28 ngôi mộ tập thể. Trong giai đoạn thứ hai của cùng một "aktion" được tiến hành sau ngày 26 tháng 10 năm 1939, những bệnh nhân còn lại đã được đưa đến một hầm ngầm ở Fort VII và bỉ sát hại bằng khí carbon monoxide từ chai thép. Một năm sau, thêm 200 bệnh nhân từ Poznań được đưa vào và sát hại tại cùng một địa điểm.